# Stenus nimbosus
Stenus nimbosus är en skalbaggsart som beskrevs av Thomas Casey. Stenus nimbosus ingår i släktet Stenus och familjen kortvingar. Inga underarter finns listade i Catalogue of Life.